# 斯托茨伯里 (密蘇里州)
斯托茨伯里（英語：Stotesburg）是位於美國密蘇里州弗農縣的村。

## 人口
根據2020年美國人口普查的數據，斯托茨伯里的面積為0.29平方千米，皆為陸地。當地共有人口12人，而人口密度為每平方千米41人。